# Criminalité à Karachi

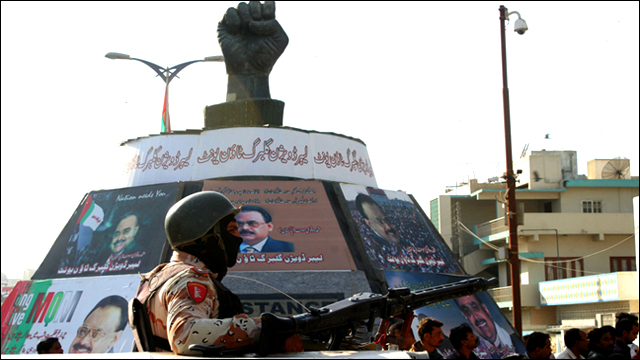
Ranger à Karachi avec en fond des affiches en faveur du Mouvement Muttahida Qaumi.

Les violences dans la ville de Karachi au Pakistan sont récurrentes depuis plusieurs dizaines d'années. Karachi est la plus grande ville du Pakistan avec 15 millions d'habitants et est le principal port d'exportation du pays. Les violences se caractérisent par une série d'assassinats ciblés, de fusillades, d'émeutes et d'enlèvements. Elles sont liées à des conflits ethniques, religieux et politiques, ainsi qu'à la mafia. Les partis politiques et leurs partisans sont accusés d'être acteurs des violences, alors qu'ils représentent souvent une communauté ethnique et sont liés au crime organisé.
Ces violences sont constantes malgré un fort déploiement des forces de sécurité dans la ville. En 1992, l'armée est intervenue dans la ville, semant la terreur et échouant à rétablir l'ordre à long terme. Depuis les années 2010, les rangers sont principalement utilisés pour maintenir l'ordre. 
Les conflits ethniques sont principalement mis en avant alors que Karachi est la ville la plus cosmopolite du Pakistan et est sujette à une forte immigration depuis les années 1940. La majorité de la population est muhadjire, mais on trouve aussi beaucoup de Pachtounes qui ont émigré depuis les années 1980, ainsi que des Sindis, Pendjabis, Cachemiris ou Baloutches notamment. Ils sont particulièrement imbriqués avec les luttes politiques, puisque les principales ethnies sont représentées par des partis politiques qui se financent souvent par le biais du crime organisé. 
Le Mouvement Muttahida Qaumi (MQM), parti politique dominant la ville, est régulièrement accusé d'être responsable des violences et d'être lié à la mafia. Le MQM est pourtant de loin la première formation politique victime des violences, beaucoup de ses membres ou partisans étant régulièrement assassinés, d'autant que les violences entre factions de ce parti sont également récurrentes.

## Causes

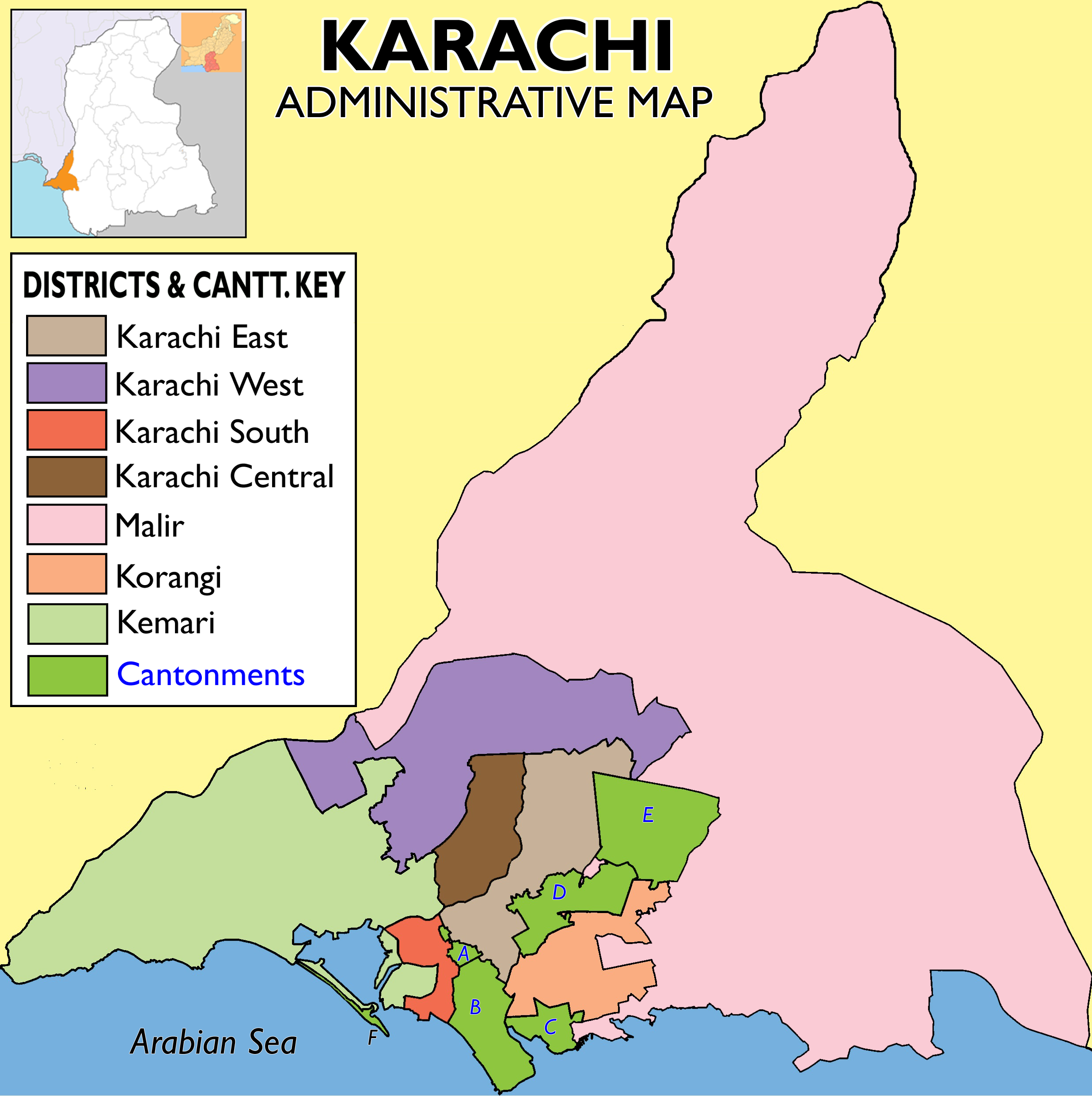
Les subdivisions administratives de la ville de Karachi. Orangi Town (12) est un des quartiers concentrant le plus de violences.

Les violences dans la ville de Karachi sont souvent qualifiées de « ethniques et politiques ». L'ethnie majoritaire est muhadjire (musulmans ayant quitté l'Inde durant la partition), mais toutes les ethnies du pays sont en fait présentes dans la ville, du fait d'une importante immigration depuis les années 1940, qui s'est accélérée durant les dernières décennies. On y trouve beaucoup de Sindis (Karachi est située dans la province du Sind) et des Pachtounes, venant du nord-ouest du Pakistan, du Baloutchistan ou d'Afghanistan, surtout immigrés depuis les années 1980 et présents en majorité dans les quartiers pauvres. On y trouve aussi beaucoup d'autres ethnies (Pendjabis, Saraikis, Cachemriris, Baloutches, etc.)
Le Mouvement Muttahida Qaumi (MQM) est le parti politique qui domine la ville et représente l'ethnie muhadjire. Il avait réalisé 70 % des voix aux élections législatives de 2008 (contre seulement 7 % au niveau national). Les autres partis politiques ayant une influence dans la ville sont le Parti du peuple pakistanais et le Parti national Awami. Ce dernier représente l'ethnie pachtoune, et est en conflit avec le MQM, les deux partis se renvoyant souvent la responsabilité des violences ethniques,. En réalité, chaque parti politique compte des groupes de partisans qui « quadrillent » la ville et entendent défendre leur quartier et leur communauté. Ainsi, de simples faits divers ou des provocations entrainent rapidement des regains de violences entre communautés, d’où s'ensuit un « cercle vicieux » de vengeances et de « règlements de compte ».
Certains membres du MQM associent parfois le début des violences avec l'arrivée des Pachtounes dans la ville quand d'autres accusent le MQM d'être lié à la mafia et beaucoup de ses membres d'être armés. Les membres de tous les partis politiques sont cible des assassinats, et surtout ceux du MQM, notamment dans le cadre de conflit inter-MQM. Beaucoup de commentateurs notent un lien étroit entre les hommes politiques de la ville et le crime organisé. De plus, Karachi étant un port, les divers trafics (notamment d'armes et de drogues) qui nourrissent la mafia sont favorisés.
Les violences sectaires sont parfois aussi mises en avant, alors qu'une importante minorité chiite est présente dans la ville. L'arrivée du Mouvement des Talibans pakistanais (TTP) à la fin des années 2000 a également contribué à augmenter les tensions, les islamistes utilisant le crime organisé de la ville pour financer leur insurrection dans le nord-ouest.

## Statistiques
Selon la Commission pakistanaise des droits de l'Homme, les morts dus aux violences ont connu des fluctuations importantes selon les périodes. Elle dénombre 272 morts en 2009, 748 en 2010 et 1 705 en 2011,, un record depuis 1995. En 2013, les violences atteignent un nouveau sommet avec 3 300 morts. Cependant, le niveau de violences commence à baisser à partir de 2015. L'année suivante, le nombre de meurtres passe à 476 et au début de l'année 2018, on compte environ une trentaine de meurtres par mois, soit dix fois moins que cinq ans plus tôt,.

## Chronologie

### Opération militaire de 1992 et paroxysme des violences

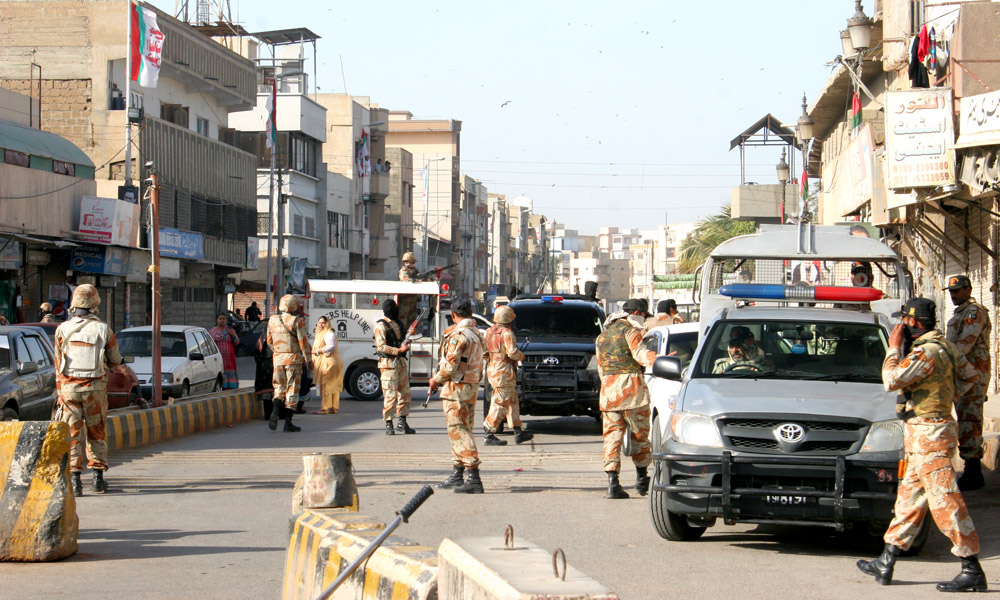
Rangers déployés dans la ville.

En réaction aux violences, le gouvernement civil de Nawaz Sharif lance à Karachi des opérations militaires visant surtout des membres du Mouvement Muttahida Qaumi (MQM), accusés d'être armés et d'entretenir les violences. Le recours direct à l'armée démontre l'échec du pouvoir civil et des forces de police à maitriser la situation. De nombreux membres importants du parti partent alors en exil à l'étranger, notamment Imran Farooq. Son dirigeant Altaf Hussain s'était exilé peu avant après une tentative d'assassinat et se met à diriger le parti depuis Londres. Beaucoup d'autres membres importants du parti sont emprisonnés.
Pour justifier l'opération, les autorités ont notamment évoqué l’existence d'un « complot » séparatiste organisé par le MQM. Il est vrai que le dirigeant du MQM, Altaf Hussain, a déjà tenu des propos jugés « anti-Pakistan » comme son opposition à la solution des « deux États » (à savoir l'Inde et le Pakistan). À la suite de l'opération militaire, l'armée a montré des documents présentés comme appartenant au MQM et prouvant l’existence d'un complot et la création d'un nouvel État. Le MQM a toujours démenti et le parti a été innocenté par la Cour suprême. En 2009, d'anciens officiers militaires ont révélé que les documents étaient des faux.
L'année 1995 est l'une des plus violentes connue par la ville. À la suite des opérations de 1992, le MQM lance des grèves générales pour demander la libération de membres du parti. Des violences, dont l'assassinat d'un dirigeant du MQM, déclenchent une vague de violences très importante qui cause 900 morts pour les six premiers mois de l'année, soit autant que pour toute l'année 1994, malgré un fort déploiement des forces de sécurité (près de 16 000 hommes, pour 12 millions d'habitants à l'époque).

### Violences autour des contestations politiques de 2007

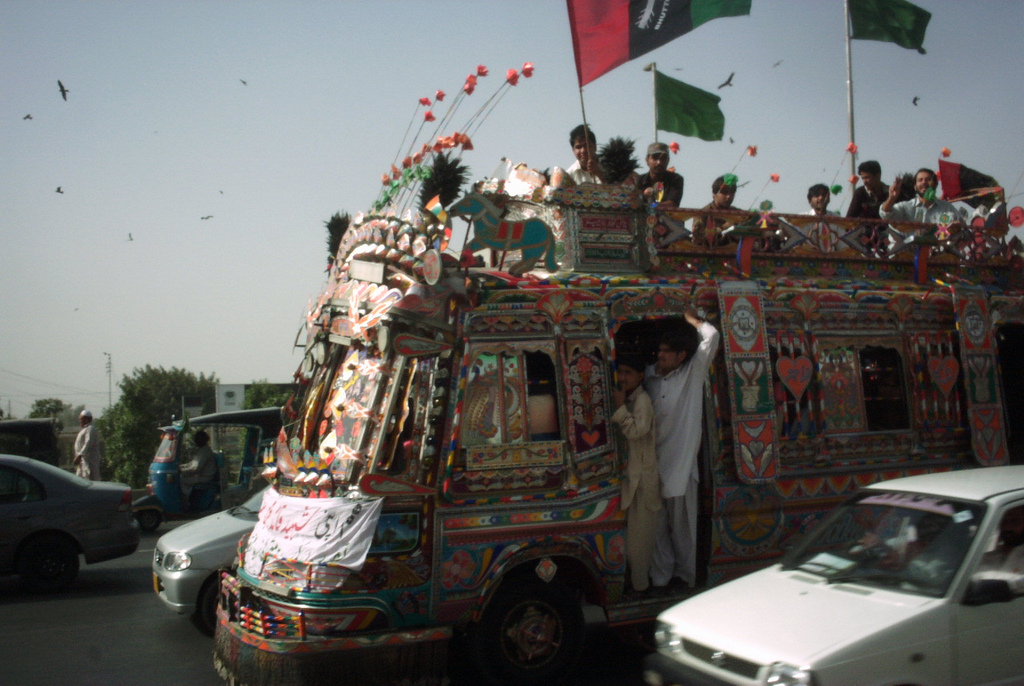
Des partisans du Parti du peuple pakistanais manifestent à Karachi en mars 2009 contre la profanation d'un monument dédié à Benazir Bhutto à Rawalpindi.

Le 12 mai 2007, la ville a dû faire face à d'importantes manifestations qui ont très vite dégénéré en émeutes meurtrières causant 34 morts et près de 200 blessés. Les violences ont éclaté en marge d'une visite organisée par un juge suprême suspendu par le régime du président Pervez Musharraf, dans le contexte du mouvement des avocats. Cette violence a montré à une très grande majorité de la population l'incapacité des autorités à prendre le dessus sur la situation. Les violences ont éclaté entre des membres du MQM favorables pouvoir d'un côté, et le Parti du peuple pakistanais et le Parti national Awami de l'autre, ces derniers soutenant les juges révoqués.
Après l'assassinat de Benazir Bhutto, dirigeante de Parti du peuple pakistanais, à Rawalpindi le 27 décembre, les troubles éclatent à Karachi. Les partisans de Benazir Bhutto accusent les autorités d'être responsables et attaquent des bureaux politiques du MQM, qui est allié au président Musharraf. Les forces de l'ordre interviennent et les violences font plus de 30 morts en deux jours.

### Émeutes de 2010
À la suite de l'assassinat d'un député provincial du Mouvement Muttahida Qaumi (MQM), Raza Haider, des violences éclatent dans la ville. Elles font près de 90 morts en quelques jours. L'année est marquée par un regain de violences alors que l'année 2009 avait été particulièrement calme. 

### Troubles de 2011

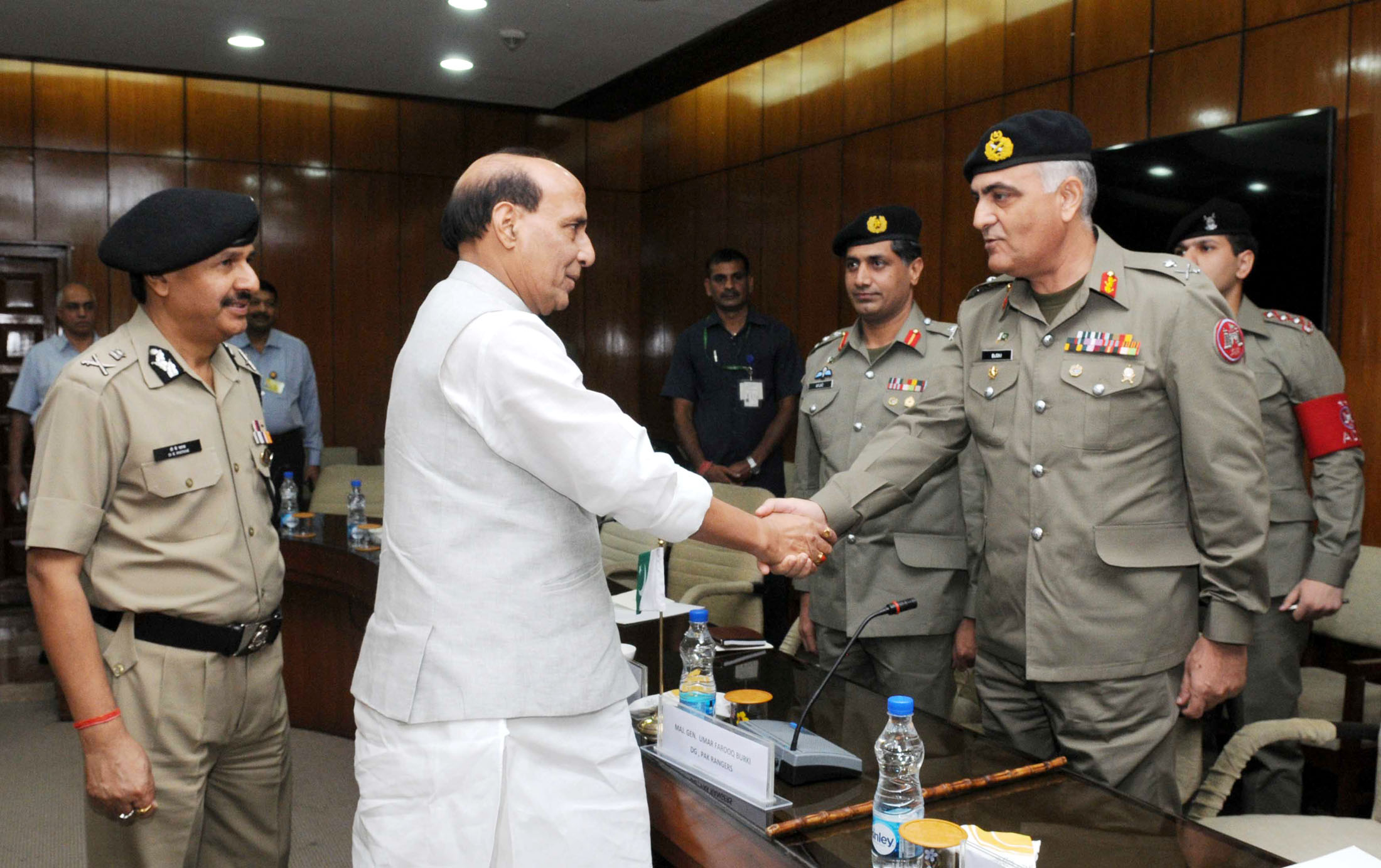
Délégation d'officiers des rangers pakistanais en visite en Inde.

À partir du 5 juillet 2011, des violences très importantes frappent la ville, faisant plus de 100 morts en quatre jours, et obligeant le gouvernement pakistanais à déployer 1 000 soldats supplémentaires, en renfort des forces de sécurité déjà présentes, c'est-à-dire de nombreux soldats, rangers et policiers. Le 8 juillet, le gouvernement annonce l'arrestation de 98 personnes soupçonnées d'être liées aux violences, des dizaines d'autres personnes sont arrêtées durant le mois. Le gouvernement annonce également des déploiements supplémentaires des membres des forces de sécurité dans les quartiers concernés par les violences (notamment Orangi Town, Malik et Lyari). 
Début août, le gouvernement annonce que les anciennes licences autorisant à détenir des armes seront désormais considérées comme non valables à partir du 31 août, ce qui rendra illégales des milliers d'armes détenues par des habitants. Le ministre de l'intérieur Rehman Malik rappelle à l'occasion que la détention illégale d'une arme peut être passible de 7 à 14 années de prison. En octobre, les opérations ciblées des rangers et de la police continuent et auraient contribué à l'arrestation de près de 1 600 personnes, dont 72 accusées de meurtres. 
La Cour suprême s'auto-saisit à propos des violences, et le 6 octobre elle rend son arrêt dans lequel elle accuse tous les partis politiques présents dans la ville d'entretenir les violences, mais le Mouvement Muttahida Qaumi (MQM) serait plus particulièrement responsable selon la Cour. Le gouvernement promet d'exécuter l'arrêt. Début octobre, les rangers mènent des opérations dans les locaux du MQM et arrêtent près de cinquante personnes. L'année 2011 comptera au total 1 705 meurtres, un record depuis 1995. 

### Nouveau sommet de violences en 2013

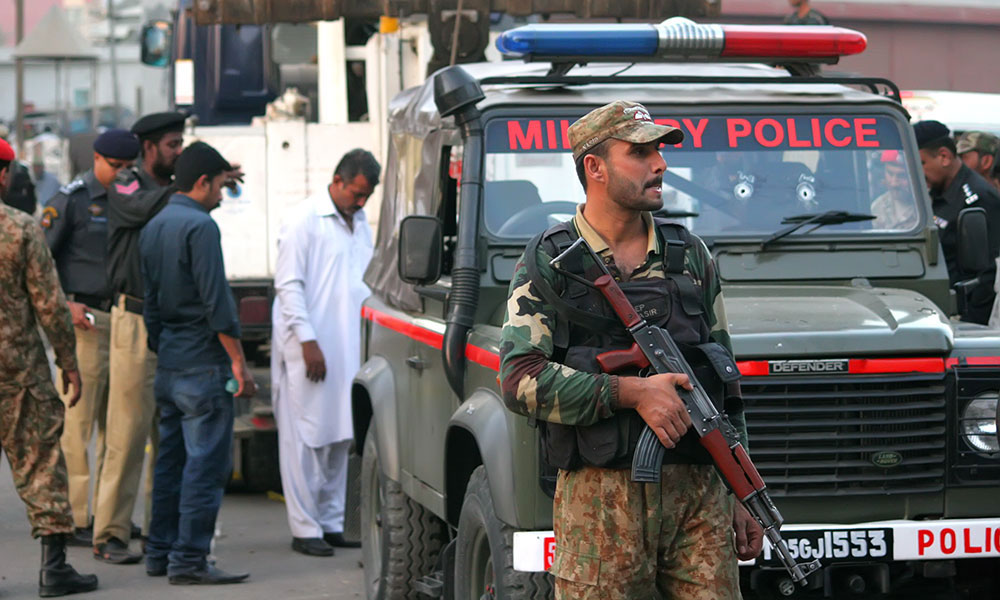
Véhicule de la police militaire attaqué en décembre 2015.

En 2013, la ville connait un nouveau pic de violence avec 3 300 homicides au cours de l'année, un record. Les élections législatives du 11 mai 2013 sont chaotiques dans la ville alors que le Mouvement Muttahida Qaumi (MQM) est accusé de violences et bourrages d'urnes. L'assassinat de la vice-présidente locale du Mouvement du Pakistan pour la justice, qui réalise une petite percée dans la ville lors de ces élections grâce au soutien des Pachtounes, provoque de vives tensions.
L'utilisation des rangers du Sind, force paramilitaire sous contrôle de l'armée, permet de contourner l'utilisation des forces de polices locales, accusées de corruption. Alors qu'ils sont largement accusés d’exécutions extra-judiciaires et de bavures, leur utilisation s’intensifie à partir de 2013. Les autorités mettent aussi en place une collaboration entre militaires et civils, avec l'implication des agences de renseignement.

### Accalmie
À partir de 2015, le niveau de violences commence à baisser alors que le Mouvement Muttahida Qaumi est de nouveau affaibli par des divisions internes et la pression des militaires. Ces derniers tentent surtout d'isoler Altaf Hussain. En 2016, le nombre de meurtres passe à 476, chutant de près de 45 % par rapport à l'année précédente. Au début de l'année 2018, on compte environ une trentaine de meurtres par mois, soit dix fois moins que cinq ans auparavant,, pour revenir au niveau des années les plus calmes, comme en 2009. Entre 2013 et 2018, le nombre de kidnappings chute de près de 90 %. De même, les élections législatives de 2018 sont nettement plus calmes à Karachi par rapport au scrutin de 2013.